# Pueblo Soberano
Pueblo Soberano (Onafhankelijk Volk) is een politieke partij op Curaçao. Na de verkiezingen van 2012 was de partij tot 2016 de grootste. Van 2017 tot 2021 had de partij één zetel in de Staten van Curaçao. Daarna verloor de PS zijn vertegenwoordiging in de staten.

## Geschiedenis
Pueblo Soberano werd geleid door Helmin Wiels, die de partij in 2005 samen met Harold Willems oprichtte.
Vanaf 2007 was PS vertegenwoordigd in de Eilandsraad van Curaçao, aanvankelijk met één zetel. Samengewerkt werd in de Aliansa Patriótiko (met MAN, Forsa Kòrsou (FK), Niun Paso Atras (NPA) en Partido Laboral Krusada Popular (PLKP). Deze oppositiebundeling verzette zich hevig tegen de akkoorden met Nederland over de ontbinding van de Nederlandse Antillen, en tegen het financieel toezicht door een koninkrijkscommissie.
In augustus 2010 werd de laatste Eilandsraad gekozen, vanaf 10 oktober de eerste Staten van Curaçao. PS ging daarin van 'één naar vier zetels. Wiels sloot een coalitie met de MFK van Gerrit Schotte en de MAN. Het kabinet-Schotte begon met een schone lei, want Nederland had bij het ingaan van de autonomie de oude schulden weggewerkt. Maar na bijna twee jaar was een enorme nieuwe schuld opgebouwd, zodat de Rijksregering Curaçao een aanwijzing oplegde. Toen in september de MAN overliep naar de oppositie, viel de regering.
Wiels liet nu Schotte los en ging aankoersen op een nieuwe coalitie. Hij trok een half jaar uit voor de onderhandelingen, en schoof voor die periode Daniel Hodge naar voren als leider van een zakenkabinet.
Begin oktober 2018 werd Ben Whiteman gekozen als nieuwe leider van Pueblo Soberano. Hij is de opvolger van Jaime Córdoba, die lijsttrekker was bij de verkiezingen in 2017 en nog wel het enige parlementslid voor Pueblo Soberano bleef in de Staten. Op 17 december 2020, kort voor de verkiezingen van 2021, stapte hij uit de partij. Hiermee verloor de PS zijn vertegenwoordiging in de staten.

## Standpunten
Pueblo Soberano is een progressieve partij, die streeft naar onafhankelijkheid van Curaçao, buiten het Koninkrijk der Nederlanden. Andere standpunten zijn bijvoorbeeld het afschaffen van het Nederlands in het openbaar bestuur en het onderwijs ten gunste van op de eerste plaats het Papiaments en op de tweede plaats het Engels en het Spaans, belangrijke talen in de regio.

## Achtergrond
Pueblo Soberano is voortgekomen uit Helmin Wiels' organisatie Movimiento Aliansa Sivil. Deze had ten doel door middel van een televisieprogramma op Kanal 24 en een radioprogramma op Hit FM een groter deel van de Curaçaose bevolking te bereiken en hen te informeren over het vermeende mismanagement van de aan de macht zijnde PAR-regering. Hierbij ging het vooral om corruptiepraktijken en malversaties binnen de overheids-nv's.

## Verkiezingsresultaten
| Jaar | Stemmen | %     | Zetels | +/–   |     |
| ---- | ------- | ----- | ------ | ----- | --- |
| 2007 | 5.494   | 7,38% | 1      | nieuw | 6e  |
| 2010 | 13.886  | 19%   | 4      | +3    | 2e  |
| 2012 | 19.715  | 22,6% | 5      | +1    | 1e  |
| 2016 | 5.323   | 6,73% | 2      | −3    | 6e  |
| 2017 | 4.028   | 5,1%  | 1      | −1    | 6e  |
| 2021 | 1.216   | 1,43% | 0      | −1    | 15e |

Tijdens de Curaçaose eilandsraadverkiezingen van 2007 won Pueblo Soberano één zetel. In de verkiezingen van 2010 behaalde de partij vier zetels in de eilandsraad en werd een coalitie gevormd met de Movementu Futuro Korsou van Gerrit Schotte. Op 10 oktober 2010 ging de eilandsraad over in de Staten van Curaçao.
In 2010 werkte Helmin Wiels eraan mee dat de PAR, die als grootste partij uit de verkiezingen kwam, in de regering kwam en vormde een coalitie met de MFK van Gerrit Schotte en de MAN van Charles Cooper. Het eerste wat de coalitie deed, was instemmen met de consensus rijkswetten. De volgende twee jaar werden gekenmerkt door intimidatie, nepotisme en financieel wanbeleid. Topambtenaren, directeuren van overheids-nv's en de rector van de universiteit werden aan de kant gezet, waarbij gebruik werd gemaakt van 'rapporten' opgesteld door een accountant die later door het NIVRA werd berispt. Tegelijkertijd werden familie- en partijleden benoemd op cruciale posten. Het toppunt was wel het voornemen iemand uit de casinowereld te benoemen tot president-commissaris van de centrale bank en brieven die de PS-minister van justitie aan de Amerikaanse regering schreef in de zaak rond de beslaglegging op illegale bankrekeningen van een loterijbaas uit Curaçao.
Financieel wanbeheer leidde ertoe dat de gezonde startpositie waar op 10 oktober 2010 sprake van was, omsloeg in een van steeds toenemende tekorten.
Toen de coalitie door het uittreden van twee parlementariërs haar meerderheid in de Staten verloor, heeft de voorzitter van de Staten, Ivar Asjes, tweede man van Pueblo Soberano, getracht de Staten monddood te maken. Ingrijpen van de gouverneur voorkwam dit en er werden nieuwe verkiezingen uitgeschreven.
Bij die verkiezingen haalde Pueblo Soberano vijf zetels in de Staten en werd zo nipt de grootste partij op Curaçao. Alhoewel de partij met Helmin Wiels voorop in de verkiezingscampagne zich had ingezet voor het voortzetten van de coalitie met Schottes MFK en de MAN van Cooper, brak Wiels met zijn oude coalitiepartner en slaagde hij erin - door het overlopen van een lid van de PAR-fractie - een regering te vormen met de kleinst mogelijke meerderheid in de Staten.

### Nederlandse Antillen
Tot de opheffing van de Nederlandse Antillen nam de partij zowel deel aan de eilandsraadverkiezingen als aan de landelijke verkiezingen van de Nederlandse Antillen. In de laatste samenstelling van de Staten van de Nederlandse Antillen voor de opheffing, had Pueblo Soberano twee zetels van de veertien die aan Curaçao waren toebedeeld. Tijdens de voorlaatste verkiezingen, in 2006, had de partij nog geen zetels behaald.